# Ca l'Hospital
|  | Per a altres significats, vegeu «Can Sentmenat». |

Ca l'Hospital és un gran mas als afores del poble de Maià de Montcal (Garrotxa) catalogat a l'Inventari del Patrimoni Arquitectònic de Catalunya. A Ca l'Hospital s'hi aprecien dos cossos d'edifici molt diferenciats, tant pel que fa a la tipologia arquitectònica com per les dades cronològiques en què foren bastits. La part més primitiva està situada al costat de tramuntana. És de planta rectangular i teulat a dues aigües, amb el vessants vers les façanes laterals. Disposa de baixos i dos pisos superiors amb àmplies obertures de carreus molt ben tallats. El segon cos d'edifici, de construcció molt més recent mira al costat de migdia. Aquest és de planta rectangular i teulada a dues aigües amb els vessants vers les façanes principals. Disposa de baixos, i dos pisos superiors, destacant una àmplia eixida, sostinguda per dos arcs de mig punt, a nivell del primer pis. Els murs foren estucats de color blanc i s'emprà el color groc per remarcar els carreus cantoners, emmarcar obertures i fer franges per separar els diferents nivells de l'edifici.